# Harald III de Noruega

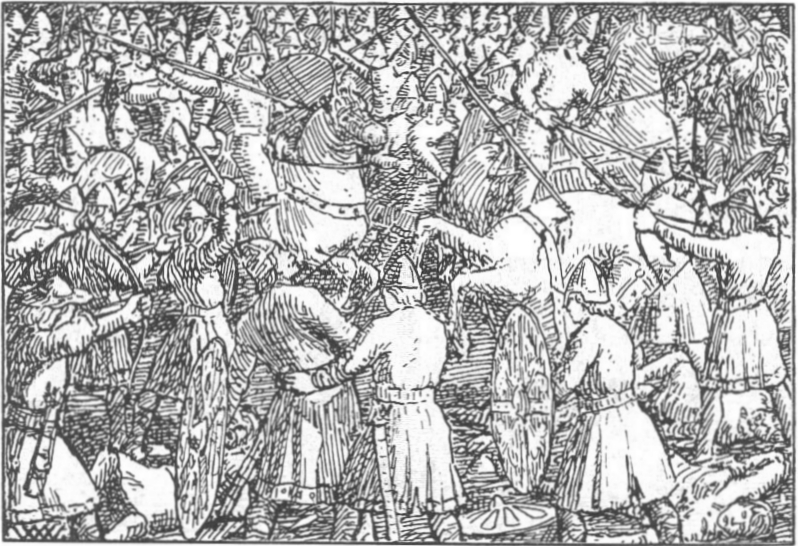
Harald mort per una fletxa a la batalla

Haraldr III harðráði Sigurðarson -noruec modern: Harald III Hardråde Sigurdsson- (1015- 25 de setembre de 1066 a Anglaterra, a la batalla de Stamford Bridge), rei de Noruega (1047-1066) era fill del rei Sigurðr II Sýr (Sigurd II en Truja), reietó de Ringerike, Hordafylke i Romerike i, per tant, germanastre del rei Olau II el Gras -sant Olau- i descendent de Harald I de Noruega (el de la bella cabellera). Sa mare fou Ásta Guðbrandsdóttir. El seu malnom és l'adjectiu norrè harðráðr, que significa el qui governa amb duresa, el tirànic, a causa de la mà dura amb què va governar després de pujar al tron de Noruega. Sovint s'evita d'esmentar-lo amb el sobrenom; llavors es parla senzillament del rei Haraldr Sigurðarson o del rei Harald III de Noruega.
Nascut en 1015, el 29 de juliol del 1030, quan només tenia 15 anys, va lluitar contra els pagesos noruecs a la batalla de Stiklastaðir fent-hi costat a Sant Olau -el rei Olau II Haraldsson el Gras de Noruega-, de qui era el més petit dels seus germanastres. Sant Olau va morir en aquesta famosa batalla contra els pagesos noruecs que tenien el suport del regne de Dinamarca.
Harald va resultar ferit greument a la batalla i, després de recuperar-se, va fugir primer cap als territoris eslaus de l'est, on es posà al servei del rei Iaroslav I de Novgorod, i d'aquí passa als territoris de l'Imperi Romà d'Orient, on hi va romandre per espai de 14 anys, servint-hi, com a membre de la guàrdia imperial varega, els emperadors romans d'Orient Miquel IV, Miquel V, l'emperadriu Zoé Porfirogeneta -que s'hauria enamorat perdudament d'ell. Va deixar un llegat de grans fetes per tota la Mediterrània oriental, la qual cosa es recull a diverses sagues i poemes escàldics, que esmenten que els reis d'Europa en aquesta època li pagaven perquè custodiés els seus territoris i no hi cometés actes de saqueig. En aquest sentit, cal destacar la Haralds Saga Sigurðarsonar de Snorri Sturluson.

## Tornada del seu autoexili
Harald va abandonar l'Imperi Romà d'Orient el 1042 per tornar a Noruega. Abans, però, es va casar amb Elisabet de Kíev, la filla de Iaroslau I de Novgorod. En tornar a Noruega l'any 1046 va reclamar el tron, ocupat en aquell temps pel seu nebot Magnus I el Bo, que es va avenir a cedir-li la meitat del regne a canvi de la meitat del tresor que Harald havia acumulat durant la seva estada a l'Imperi Romà d'Orient. Un any més tard va morir Magnus i Harald va quedar com a únic rei de Noruega.
Va lluitar amb èxit desigual a les batalles pel tron danès que lluità contra Sveinn II Estridsson (rei de Dinamarca entre 1045 i 1062. Forma danesa moderna del nom d'aquest rei: Svend Estridsen). Va ampliar les possessions de Noruega ocupant les Illes Òrcades, les Shetland i les Hèbrides, i va fundar la ciutat d'Oslo pels volts de l'any 1050.
El 1064 va arribar a un acord de pau amb Sveinn II de Dinamarca que preveia que, fins a la mort de tots dos monarques, cap d'ells no tornaria a fer cap incursió més al territori de l'altre. El 1066, quan va morir el rei d'Anglaterra Eduard el Confessor, tant Harald com Guillem de Normandia van aspirar al tron vacant. Harald es va unir a Tostig Godwinsson, comte de Northumbria, el qual el va convèncer que envaís Anglaterra i lluités contra el germà de Tostig, Harold II Godwinsson d'Anglaterra, el nou rei, el qual, no obstant això, els va vèncer a la batalla de Stamford Bridge, on van morir tant Harald com Tostig.
Haraldr Sigurðarson també va entrar en conflicte amb l'església. El rei Magnus I, d'acord amb Adalbert de Bremen, el 1040 havia cridat a Noruega el bisbe Bernat l'Alemany. Aquest bisbe, poc després de la pujada al tron de Haraldr, va haver de fugir i refugiar-se a Islàndia on romandria fins a la mort de Haraldr. D'acord amb l'Adalbert de Bremen, el conflicte entre Haraldr i el bisbe Bernat, va tenir dues causes: 
1. d'una banda, Haraldr havia instaurat com a bisbes de Noruega persones que no havien rebut els ordes sagrats. En aquest conflicte, Adalbert de Bremen va rebre el ple suport del Papa que va adreçar una carta admonitòria a Haraldr Sigurðarsonar.
2. de l'altra, hi havia una qüestió de diners: el bisbe va acusar Haraldr Sigurðarsonar d'haver-se apropiat de béns eclesiàstics. En concret, el rei Haraldr Sigurðarsonar s'hauria apropiat de les ofrenes pecuniàries fetes a la tomba de Sant Olau per a pagar les seves tropes. Haraldr Sigurðarsonar es veia a si mateix com a propietari de l'Església de Sant Olau de Nidaros. El rei Magnús I havia començat la construcció d'aquesta església però era ell, Haraldr Sigurðarsonar, el qui l'havia conclosa. Val a dir que, per tant, Haraldr Sigurðarsonar no feu res més que actuar, en aquest sentit, d'acord amb el dret que regia les ecclesiae propriae o ecclesiae propriae haereditatis.

## La batalla de Stamford Bridge
Juntament amb Tostig Godwinson, en Harald harðráði va atacar primer amb un gran exèrcit les Òrcades i, versemblantment, va desembarcar a Anglaterra el 10 de setembre del 1066. Dues setmanes més tard, el 25 de setembre del 1066, es va lliurar la batalla de Stamford Bridge, a prop de la ciutat de York, contra l'exèrcit del rei d'Anglaterra, Harold II Godwinsson, germà de Tostig. L'atac anglès va sorprendre primerament l'exèrcit norrè, que no estava preparat per a la lluita, encara que, després de la sorpresa inicial, es va poder reorganitzar. La batalla fou molt dura i hi hagué moltes de baixes per tots dos bàndols, especialment al noruec, ja que combatia sense arnesos i, per tant, els seus soldats hi anaven més desprotegits. Finalment, l'exèrcit noruec fou derrotat i tant Tostig Godwinson com el rei Harald harðráði van caure a la batalla i les restes del seu exèrcit es va donar a la fuita. Harold II Godwinsson va acceptar una treva amb els noruecs que havien sobreviscut, incloent-hi el fill de Harald harðráði, el futur Olau III de Noruega, i els permeté marxar després de prometre que renunciaven a futurs atacs a Anglaterra.
Segons la Crònica anglosaxona, el pont de Stamford fou defensat per un enorme berserc noruec que aterrí l'exèrcit anglès; protegí el pont durant una hora matant a tot aquell que intentés creuar-lo. Finalment els anglesos aconseguiren matar-lo amb una llança des de sota el pont.
Mentre passava tot això, Guillem de Normandia desembarcava en el sud de l'illa. El 14 d'octubre del 1066, l'exhaust exèrcit del rei Harold II Godwisson es va enfrontar a les hosts de Guillem de Normandia a la batalla de Hastings, de la qual Guillem va sortir vencedor i en la qual hi va caure Harold. La derrota de Harold II Godwisson a Hastings va reorientar Anglaterra cap al món francès i la va deslligar del món norrè.